# Toni Kukoč
Toni Kukoč (Split, 18 september 1968) is een Kroatisch oud-basketbalspeler die de positie van forward bekleedde. Kukoč beëindigde zijn carrière bij de Milwaukee Bucks waar hij van 2002 tot 2006 speelde. In Europa kent men Kukoč onder de bijnamen "Pink Panther", "Alien", "The Spider of Split", "The Waiter" en "Kuki". Na reeds in Europa succesvol te zijn geweest, ging Kukoč in 1993 spelen voor Michael Jordans Chicago Bulls in de Noord-Amerikaanse profbasketbalcompetitie, de NBA. De 2,11 meter lange en 107 kilogram zware Kroaat gold, in een tijd dat het nog niet gewoon was Europese spelers naar de Amerikaanse competitie te halen, als een groot talent.
Kukoč maakte, samen met de bij een auto-ongeluk omgekomen co-NBA ster Dražen Petrović, deel uit van het Joegoslavisch nationaal team dat op de Olympische Zomerspelen 1988 in Seoel de zilveren medaille behaalde. Vóór zijn Amerikaans basketbalavontuur was hij tot driemaal toe verkozen tot Europees Speler van het Jaar en leidde hij in de jaren 1989, 1990 en 1991 zijn club KK Jugoplastika naar het Europees kampioenschap in de EuroLeague. In de seizoenen 1991-1992 en 1992-1993 kwam hij uit voor het Italiaanse Benetton Treviso en scoorde gemiddeld bijna twintig punten per wedstrijd. Kukoc werd reeds in 1990 door de Chicago Bulls als 29e 'gedraft' (gekozen). Niet eerder dan in 1993 wist Kukoč onder zijn vijfjarig contract met Treviso uit te komen en kon hij zijn droom, uitkomen in de Amerikaanse profcompetitie, verwezenlijken.
Kukoc geldt als behendig voor zijn lengte en beschikt over een uitstekende dribbel en passing. In zijn eerste jaar in de NBA, het zogenaamde Rookie-year, behaalde de Kroatische ster een verdienstelijk gemiddelde van bijna 11 punten. De aanpassing aan het Amerikaanse spelletje bleek in zijn debuutseizoen bij tijd en wijle moeilijk. Michael Jordans (tijdelijke) terugtreden in 1993 viel Kukoc zwaar; het was de mogelijkheid om aan de zijde van de levende legende te spelen die hem motiveerde om de overstap naar Amerika te maken. Bovendien kwam er nu een grote druk op de schouders van de Kroaat te liggen. 
In het seizoen 1994-1995 werden de Amerikaanse en de Europese ster herenigd. Zijn tweede seizoen werd met een gemiddelde van bijna 16 punten per wedstrijd succesvoller dan zijn eerste jaar. Met Michael Jordan terug aan het firmament en de van de San Antonio Spurs overgehaalde Dennis Rodman was er voor Kukoč in 1995-1996 niet meer dan een plek op de bank weggelegd. Die rol paste hem echter uitstekend. Kukoč werd verkozen tot 'beste zesde man' (beste invaller) en scoorde gemiddeld 13 punten in de wedstrijden die hij in dit seizoen speelde. Hiermee behaalde hij de derde plek in de topscorerslijst van het team. 
In het seizoen 1996-1997 bleek hij wederom een waardevol bankzitter te zijn. Kukoč miste als gevolg van een blessure 25 wedstrijden, maar speelde wel alle 19 play-off wedstrijden van de Chicago Bulls. Kukoč was in dat seizoen nog steeds de derde scoorder binnen het team, hoewel zijn gemiddelde nog geen 8 punten per wedstrijd bedroeg. In 1997-1998 mocht Kukoč in het merendeel van de wedstrijden starten. De Chicago Bulls werden voor de derde keer op rij kampioen en Kukoč leidde het team qua aantal gescoorde driepunters. 
In 1998 stopte Michael Jordan en verliet Scottie Pippen de Bulls, waarmee Kukoč met bijna 19 punten per wedstrijd topscoorder van het team werd. In 1999-2000 werd Kukoč betrokken in een overeenkomst tussen de Chicago Bulls, de Philadelphia 76ers en de Golden State Warriors: Kukoč kwam voor de ploeg uit Philadelphia te spelen. De Kroaat miste wederom een derde van het seizoen als gevolg van een rugblessure. In 2000-2001 kwam Kukoč terecht bij de Atlanta Hawks en speelde een belangrijke rol binnen het team. Zijn gemiddelde bedroeg bijna 20 punten per wedstrijd en hij miste wederom een aantal wedstrijden als gevolg van rugproblemen. In 2001-2002 halveerde zijn gemiddelde per wedstrijd, onder andere als gevolg van rugproblemen en een gebroken rechterpols. In 2002 ging hij naar de Milwaukee Bucks. In 2006 stopte hij met basketbal.
Kukoč speelde in totaal 846 wedstrijden in het reguliere seizoen van de NBA en 99 play-offwedstrijden. Hierin kwam hij tot een puntengemiddelde van respectievelijk 11,6 en 10,7.
Kukoč hoogste score in een wedstrijd was 34 punten toen hij in 1996 met de Chicago Bulls tegen de Miami Heat speelde. In 1994-1995 scoorde hij met 1.271 zijn meeste aantal punten in een seizoen. Zijn hoogste seizoengemiddelde haalde hij echter voor de Atlanta Hawks in 1996-1997, toen hij in 17 wedstrijden gemiddeld 19,7 punten scoorde.
0 Brown · 
7 Kukoč · 
8 Simpkins · 
9 Harper · 
13 Longley · 
22 Salley · 
23 Jordan · 
25 Kerr · 
30 Buechler · 
33 Pippen · 
34 Wennington · 
35 Caffey · 
53 Edwards · 
54 Haley · 
91 Rodman · 
Coach Jackson
00 Parish · 
1 Brown · 
7 Kukoč · 
8 Simpkins · 
9 Harper · 
13 Longley · 
18 Williams · 
23 Jordan · 
25 Kerr · 
30 Buechler · 
33 Pippen · 
34 Wennington · 
35 Caffey · 
91 Rodman · 
Coach Jackson
1 Brown · 
5 LaRue · 
7 Kukoč · 
8 Simpkins · 
9 Harper · 
13 Longley · 
22 Booth · 
23 Jordan · 
24 Burrell · 
25 Kerr · 
30 Buechler · 
33 Pippen · 
34 Wennington · 
35 Kleine · 
91 Rodman · 
Coach Jackson
| Logo van de Olympische Spelen | Goud | Zilver | Brons | Logo van de Olympische Spelen |
|                               | 0    | 2      | 0     |                               |